# Самофаловка
Самофа́ловка — посёлок в Городищенском районе Волгоградской области России, административный центр Самофаловского сельского поселения.

## История
Поселок Самофаловка возник при железнодорожной станции Котлубань, основанной в 1871 году. Первым около станции построил дом казак Самофалов, обосновав тем самым новый хутор — Самофаловку. В 1920 году был построен вокзал.
В 1921 году в составе Второго Донского округа хутор Самофаловка включен в состав Царицынской губернии. В 1928 году Самофаловка вошла в состав Сталинградского района Сталинградского округа Нижне-Волжского края (с 1934 года — Сталинградский край) . В 1929 году была создана Коммуна Правды. В 1930 году на базе коммуны был организован колхоз «Заря». В 1935 году Самофаловка передана в состав Песчанского района (с 1938 года — Городищенский район) Сталинградского края (с 1936 года — Сталинградской области, с 1961 года — Волгоградская область).
В годы Великой Отечественной войны более 150 самофаловцев пополнили ряды Красной Армии. В 1942—1943 гг. у Самофаловки проходил северный рубеж обороны Сталинграда.
C 1963 по 1977 год Самофаловский сельсовет относился к Дубовскому району

## География
Посёлок расположен в степной зоне в пределах Приволжской возвышенности, относящейся к Восточно-Европейской равнине, при одной из балок, прилегающих к балке Котлубань. Рельеф местности полого-увалистый. Центр посёлка расположен на высоте около 100 метров над уровнем моря. Почвы — каштановые и светло-каштановые солонцеватые и солончаковые.
Близ поселка проходит федеральная автодорога Р22 «Каспий». По автомобильным дорогам расстояние до центра Волгограда составляет 37 км, до районного центра посёлка Городище — 28 км. Посёлок пересекает железнодорожная ветка Поворино — Волгоград I. В посёлке расположена железнодорожная станция Котлубань.
Климат
Климат умеренный континентальный с жарким летом и малоснежной, иногда с большими холодами, зимой (согласно классификации климатов Кёппена — Dfa. Температура воздуха имеет резко выраженный годовой ход. Среднегодовая температура положительная и составляет +8,0 °С, средняя температура января −7,9 °С, июля +23,9 °С. Многолетняя норма осадков — 394 мм, в течение года осадки распределены относительно равномерно: наибольшее количество осадков выпадает в июне и декабре — по 41 мм, наименьшее в марте и октябре — по 24 мм.
Часовой пояс
Самофаловка, как и вся Волгоградская область, находится в часовой зоне МСК (московское время). Смещение применяемого времени относительно UTC составляет +3:00.

## Население
| 1987  | 2002 |
| ----- | ---- |
| ≈1500 | 1947 |

| 2010 |
| ---- |
| 1877 |